# أشتجران
أشتجران هي قرية في مقاطعة سراب، إيران. عدد سكان هذه القرية هو 522 في سنة 2006.